# Riccardo Stracciari
Riccardo Stracciari (Casalecchio di Reno, 26 giugno 1875 – Roma, 10 ottobre 1955) è stato un baritono italiano.

## Biografia
Completati gli studi presso il liceo musicale di Bologna, esordì nel 1899 nella Resurrezione di Lazzaro di Lorenzo Perosi.
Il debutto al Scala avvenne nel 1904, quello al Metropolitan nel 1906.
Il 7 luglio 1909 fu iniziato in Massoneria nella Loggia Fantiscritti di Carrara, il 26 novembre 1912 divenne Maestro massone.
Si ritirò ufficialmente dalle scene nel 1937, facendovi tuttavia saltuariamente ritorno fino al 1944 dove interpretò per l'ultima volta, a Como, Germont ne La traviata.
Fin dal 1926 insegnò saltuariamente canto a Napoli e, a partire dal 1940, in forma stabile, a Roma, dove fu maestro, tra gli altri, di Boris Christoff, Alexander De Svéd, Paolo Silveri e Giulio Fioravanti.
Era dotato di una voce morbida, dall'estensione quasi tenorile e dagli acuti sonori. L'impeccabile fraseggio ne fece un grande interprete verdiano (celebre il suo Rigoletto scaligero, a fianco di Mercedes Capsir e Dino Borgioli, successivamente inciso su disco nel 1929) e donizettiano, ma il suo cavallo di battaglia fu il personaggio di Figaro nel Barbiere di Siviglia di Rossini, che interpretò per oltre 1400 recite.
È sepolto alla Certosa di Bologna.